# VM i skak 1921
VM i skak 1921 var en match mellem den regerende mester, Emanuel Lasker fra Tyskland, og udfordreren José Raúl Capablanca fra Cuba, afviklet i Capablancas hjemby Havanna. Vinderen af matchen var den, der nåede først til otte sejre, dog med en begrænsning på 24 partier i alt. Lasker opgav efter fjorten partier, hvoraf Capablanca havde vundet de fire. På det tidspunkt var kravet til Lasker fem sejre på ti partier.

## Baggrund
Lasker havde – med pauser, hvor han plejede sin karriere som matematiker – været dominerende i verdensskakken og siddet på verdensmestertitlen, siden han erobrede den fra Wilhelm Steinitz i 1894. Før matchen mod Capablanca lå hans seneste forsvar næsten 11 år tilbage – i slutningen af 1910, da han spillede og vandt en match imod David Janowski. Capablanca var den næste seriøse udfordrer, som meldte sig på banen, hvilket han gjorde i 1911, men først var der stor uenighed om matchbetingelserne og så kom 1. verdenskrig i vejen.
Lasker var inaktiv på skakområdet under store dele af krigen og spillede sin sidste turnering i januar 1918 – en mindre dobbeltrundet turnering mod Akiba Rubinstein, Siegbert Tarrasch og Carl Schlechter, som Lasker vandt med 4½ point ud af seks mulige.
I mellemtiden havde Capablanca vundet en stribe turneringssejre i USA, og efter krigen havde han vundet en match 5 – 0 mod den stærke serbiske spiller Borislav Kostić, som opgav at spille videre efter de første fem partier. Capablanca vandt også en turnering i Hastings, Storbritannien, som markerede sejren i krigen, med 10½ point ud af 11 mulige.
I januar 1920 blev der indgået en aftale om en match det efterfølgende år. Men et halvt år senere afgav Lasker sit verdensmesterskab til Capablanca uden kamp med henvisning til at skakverdenen ikke brød sig om de aftalte betingelser for matchen. Capablanca – og resten af skakverdenen – accepterede dog ikke, at Lasker således "abdicerede" i stedet for at tage en match om titlen. Capablanca rejste endda til Europa med det ene formål at overtale Lasker til en match. Da der samtidigt blev rejst en pæn sum (20.000 dollars i præmiepenge) valgte Lasker at spille.
Lasker fastholdt, at han havde afgivet mesterskabet, og at han derfor var at betragte som udfordrer, men blev aldrig omtalt som sådan af skakpressen.

## Matchregler
Lasker ønskede ikke at spille en langvarig match i det tropiske Cuba, så han havde stillet krav om en afgrænsning af matchen. Aftalen blev først til otte sejre, med en begrænsning på 24 partier.

## Styrkeforholdet inden matchen
Lasker havde – med pauser, hvor han plejede sin karriere som matematiker – været dominerende i verdensskakken og siddet på verdensmestertitlen, siden han erobrede den fra Wilhelm Steinitz ved en match i 1894.
Hans seneste store triumf før matchen, lå dog syv år tilbage ved turneringen i Skt. Petersborg i 1914. Her havde Capablanca taget en tidlig føring, men Lasker kæmpede sig tilbage. Han skulle dog vinde i sidste runde mod netop Capablanca for at tage sejren i turneringen, hvilket han gjorde med et kendt parti. Lasker endte et halvt point foran Capablanca og de to var langt foran nr. tre Alexander Aljechin. Det var i øvrigt ved afslutningen af denne turnering at zar Nikolaj 2. af Rusland uddelte de første fem skakstormester-titler til de fem øverst placerede: Lasker, Capablanca, Aljechin, Siegbert Tarrasch og Frank Marshall.
Lasker havde ved matchens begyndelse været væk fra konkurrenceskak i tre år, mens Capablanca havde hentet topresultater. Desuden havde Capablanca en betydelig aldersfordel.
Endelig havde Lasker flere gange tilkendegivet, at det uanset resultatet ville blive hans sidste titelmatch. Det skrev han bl.a. til American Chess Bulletin.

## Matchresultat
| VM matchen Lasker-Capablanca, 1921 | VM matchen Lasker-Capablanca, 1921 | VM matchen Lasker-Capablanca, 1921 | VM matchen Lasker-Capablanca, 1921 | VM matchen Lasker-Capablanca, 1921 | VM matchen Lasker-Capablanca, 1921 | VM matchen Lasker-Capablanca, 1921 |
| Parti                              | Dato (1921)                        | Hvid                               | Sort                               | Resultat                           | I alt Lasker                       | I alt Capablanca                   |
| ---------------------------------- | ---------------------------------- | ---------------------------------- | ---------------------------------- | ---------------------------------- | ---------------------------------- | ---------------------------------- |
| 1                                  | 15. marts                          | Capablanca                         | Lasker                             | ½ – ½                              | ½                                  | ½                                  |
| 2                                  | 17. marts                          | Lasker                             | Capablanca                         | ½ – ½                              | 1                                  | 1                                  |
| 3                                  | 19. marts                          | Capablanca                         | Lasker                             | ½ – ½                              | 1½                                 | 1½                                 |
| 4                                  | 23. marts l                        | Lasker                             | Capablanca                         | ½ – ½                              | 2                                  | 2                                  |
| 5                                  | 29. marts                          | Capablanca                         | Lasker                             | 1 - 0                              | 2                                  | 3                                  |
| 6                                  | 30. marts                          | Lasker                             | Capablanca                         | ½ - ½                              | 2½                                 | 3½                                 |
| 7                                  | 2. april                           | Capablanca                         | Lasker                             | ½ – ½                              | 3                                  | 4                                  |
| 8                                  | 3. april                           | Lasker                             | Capablanca                         | ½ – ½                              | 3½                                 | 4½                                 |
| 9                                  | 6. april                           | Capablanca                         | Lasker                             | ½ – ½                              | 4                                  | 5                                  |
| 10                                 | 8. april                           | Lasker                             | Capablanca                         | 0 - 1                              | 4                                  | 6                                  |
| 11                                 | 13. april                          | Capablanca                         | Lasker                             | 1 - 0                              | 4                                  | 7                                  |
| 12                                 | 16. april                          | Lasker                             | Capablanca                         | ½ - ½                              | 4½                                 | 7½                                 |
| 13                                 | 19. april                          | Capablanca                         | Lasker                             | ½ – ½                              | 5                                  | 8                                  |
| 14                                 | 20. april                          | Lasker                             | Capablanca                         | 0 - 1                              | 5                                  | 9                                  |